# Рязанцев, Сергей Васильевич (экономист)
Серге́й Васи́льевич Ряза́нцев (род. 26 апреля 1973) — российский экономист, доктор экономических наук, профессор, член-корреспондент РАН (2011), специалист в области демографии и миграции населения. С октября 2020 года — директор Института демографических исследований Федерального научно-исследовательского социологического центра Российской академии наук (ИДИ ФНИСЦ РАН). В 2017—2020 годах — директор Института социально-политических исследований ФНИСЦ РАН.

## Биография
В 1995 году окончил Ставропольский государственный университет по специальности «География». Впоследствии окончил исторический (заочно) и экономический (экстернат) факультеты СГУ.
Является доктором экономических наук с 2002 года, профессором с 2004 года. 22 декабря 2011 года избран членом-корреспондентом Российской академии наук по Отделению общественных наук (социология и демография).
C 2002 года возглавляет Отдел социальной демографии Института социально-политических исследований РАН, впоследствии преобразованный в Центр социальной демографии и экономической социологии.
Председатель редакционной коллегии журналов: «Научное обозрение. Серия 1. Экономика и право» и Научное обозрение. Серия 2. Гуманитарные науки".
Член редакционной коллегии журналов: «Международные процессы», «Наука. Культура. Общество», «Eurasia Border Review», «Сегодня и завтра российской экономики».
Автор более 600 научных и учебно-методических работ, в том числе 20 авторских и коллективных монографий («Трудовая миграция в странах СНГ и Балтии», «Трудовая миграция женщин из России», «Стратегия демографического развития России», «Демографический и миграционный портрет Северного Кавказа», «Демографический словарь», «Влияние миграции на социально-экономическое развитие Европы: современные тенденции» и др.) Монография «Влияние миграции на социально-экономическое развитие Европы: современные тенденции» была удостоена премии и медали РАН для молодых ученых за 2002 год в номинации «Мировая экономика».
Статьи С. В. Рязанцева опубликованы в ведущих научных журналах России, включая «Международные процессы», «Вопросы экономики», «Народонаселение», «Социологические исследования», «Общественные науки и современность», «Миграция», «Природа», «Человек и труд», «Мировая экономика и международные отношения». Отдельные работы опубликованы за рубежом в США, Франции и Швейцарии, в том числе в журнале «Sociological Research».
В 2002 году в качестве эксперта готовил доклад «Внешняя трудовая миграция в России» для отдела международной миграции Международной Организации Труда (МОТ) в Женеве (Швейцария), который получил высокую оценку среди зарубежных исследователей. В общей сложности С. В. Рязанцев несколько раз проходил научные стажировки, принимал участие в международных научно-исследовательских проектах с российской стороны, проводимых в рамках отдела в отделе международной миграции МОТ и Международной организации по миграции в 2000, 2002, 2003, 2005, 2006 и 2007 годах. Принимал участие в качестве приглашенного эксперта в группе «Миграция и экономическое развитие» в Отделе народонаселения ООН в Нью-Йорке в июле 2005 года.
Член Экспертного совета при Президенте РФ по приоритетным национальным проектам и демографической политике, членом Общественного и Научного Совета Федеральной миграционной службы, членом межведомственной рабочей группы Министерства здравоохранения и социального развития РФ по разработке Концепции демографической политики, членом экспертной группы Министерства образования и науки РФ по разработке Концепции поддержки молодых семей. Принимал активное участие в разработке Государственной программы содействия возвращению соотечественников, проживающих за рубежом, и Концепции демографической политики России до 2025 года.
Награждён значком «Отличник народного просвещения». Он является профессором Российского университета дружбы народов (РУДН) и Московского государственного университета международных отношений (МГИМО), в которых читает авторские курсы лекций «Международный рынок труда и миграция» и «Демография».
С 2012 года — научный руководитель магистерской программы «Международная политика и транснациональный бизнес» в МГИМО(У) МИД России.
Рязанцев С. В. неоднократно участвовал и входил в Оргкомитеты международных и всероссийских научных конференций в Стокгольме, Варшаве, Москве, Новосибирске, Ставрополе. В частности, он выступал с докладом «Внутренняя миграция в России: современные тенденции и перспективы» на Всероссийском национальном форуме «Настоящее и будущее народонаселения России» в ноябре 2004 года.
Является членом трёх диссертационных советов: в Институте социально-политических исследований РАН, Российском университете дружбы народов, МГУ имени М. В. Ломоносова. С. В. Рязанцев ведёт научные исследования и регулярно участвует в проектах, поддержанных грантами РФФИ, РГНФ, Министерства образования России и других организаций.
Женат, воспитывает сына.

## Наука
Автор более 500 научных публикаций, в том числе монографий: «Китайская миграция в Россию: последствия, тенденции и подходы к регулированию» (Изд-во «Экономическое образование», 2010), «Атлас демографического развития России» (Изд-во «Экономическое образование», 2009), «Демографические перспективы России» (Изд-во «Экон-информ», 2008), «Трудовая миграция в странах СНГ и Балтии: тенденции, последствия, регулирование» (Изд-во «Формула права», 2008), "Трудовая эмиграция женщин из России: выезд, трудоустройство и защита прав (Изд-во «Наука», 2008), «Влияние миграции на социально-экономическое развитие Европы: современные тенденции» (Ставропольское книжное изд-во, 2001) и др. Руководитель и участник исследовательских проектов, выполненных для Министерства здравоохранения и социального развития РФ, Министерства образования и науки РФ, МОТ, МОМ, ЮНФПА и других организаций. Член Экспертного Совета при Совете при Президенте РФ по реализации приоритетных национальных проектов и демографической политике, Общественного совета ФМС России, Научного Совета ФМС России.

## Основные работы
Основные публикации за 2016—2017 гг:
- Рязанцев Сергей Васильевич, Ростовская Тамара Керимовна. Эволюция демографической политики России: проблемы и перспективы // Общество с ограниченной ответственностью «Издательско-торговый Дом „ПЕРСПЕКТИВА“» (Москва) 2017[2]
- Рязанцев Сергей Васильевич, Письменная Елена Евгеньевна, Храмова Марина Николаевна, Лукьянец Артем Сергеевич, Сивоплясова Светлана Юрьевна. Эмиграция из России в страны Юго-Восточной Азии: факторы, география, последствия // Изд-во Московского университета 2017[3]
- Рязанцев Сергей, Богданов Игорь, Доброхлеб Валентина, Лукьянец Артем. Миграционное взаимодействие стран Центральной Азии с Россией и Казахстаном в контексте интеграционных процессов в ЕАЭС // CA&CC Press AB (Лулеа) 2017[4]
- Рязанцев Сергей, Тер-Акопов Александр, Письменная Елена, Храмова Марина. Миграционное взаимодействие стран Центральной Азии с Россией и Казахстаном в контексте интеграционных процессов в ЕАЭС // CA&CC Press AB (Лулеа) 2017[5]
- Осипов Геннадий Васильевич, Рязанцев Сергей Васильевич. Эмиграция научных кадров из России за границу: тенденции, последствия, государственная политика // Закрытое акционерное общество «Передовые специальные технологии и материалы» 2017[6]
- Рязанцев Сергей Васильевич, Храмова М. Н., Гаджимурадова Г. И. Миграционный кризис: последствия для Европы и уроки для России // Московский государственный институт международных отношений (университет), 2017[7]